# Малая (приток Чесноковки)
Малая (в верховье — Петрушиха) — река в России, протекает по территории Ленинск-Кузнецкого района Кемеровской области. Устье реки находится в 9 км от устья Чесноковки по правому берегу. Длина реки составляет 15 км.

## Данные водного реестра
По данным государственного водного реестра России относится к Верхнеобскому бассейновому округу, водохозяйственный участок реки — Томь от города Новокузнецк до города Кемерово, речной подбассейн реки — Томь. Речной бассейн реки — (Верхняя) Обь до впадения Иртыша.